# Ramariopsis clavuligera
Ramariopsis clavuligera är en svampart som först beskrevs av Roger Heim, och fick sitt nu gällande namn av Corner 1950. Ramariopsis clavuligera ingår i släktet Ramariopsis och familjen fingersvampar.   Inga underarter finns listade i Catalogue of Life.